# 138 Tolosa
Tolosa (asteroide 138) é um asteroide da cintura principal com um diâmetro de 45,5 quilómetros, a 2,0508012 UA. Possui uma excentricidade de 0,1624635 e um período orbital de 1 399,5 dias (3,83 anos).
Tolosa tem uma velocidade orbital média de 19,03412153 km/s e uma inclinação de 3,20806º.
Esse asteroide foi descoberto em 19 de Maio de 1874 por Joseph Perrotin.
Este asteroide recebeu este nome em homenagem à cidade francesa Toulouse.